# Phalera lydenburgi
Phalera lydenburgi is een vlinder uit de familie tandvlinders (Notodontidae). De wetenschappelijke naam van deze soort is voor het eerst geldig gepubliceerd in 1899 door Distant.
De soort komt voor in tropisch Afrika.